# Clara Barton

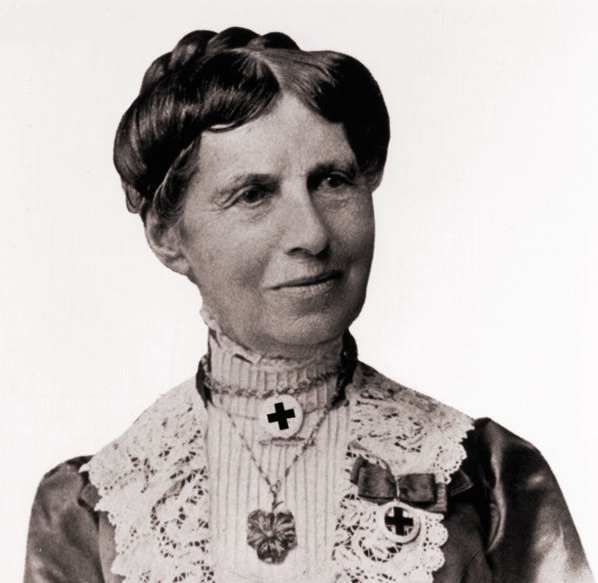
Clara Barton

Clara Barton (ur. 25 grudnia 1821 w North Oxford w Massachusetts, zm. 12 kwietnia 1912 w Glen Echo w Marylandzie) – amerykańska pielęgniarka i działaczka, założycielka Amerykańskiego Czerwonego Krzyża (ang. American Red Cross). 

## Życiorys
Zaczęła karierę jako nauczycielka, następnie pracowała dla Amerykańskiego Biura Patentowego (ang. United States Patent Office, obecnie Patent and Trademark Office). Po wybuchu wojny secesyjnej zajęła się zaopatrzeniem dla wojska i opieką rannych.
Jej wysiłki spotkały się z powszechnym uznaniem. Nazywano ją „Aniołem Pól Bitewnych”. W pierwszej chwili rząd Unii odmówił współpracy i pomocy. Dopiero w 1864 roku Barton została mianowana przełożoną pielęgniarek armii. Po zakończeniu wojny utworzyła biuro poszukiwania zaginionych żołnierzy. Dzięki jej staraniom odnaleziono ponad 12 tysięcy niezidentyfikowanych dotąd grobów.
Wysiłek w czasie i po wojnie spowodował wyraźne zmęczenie organizmu. Dla odpoczynku wyjechała więc w 1869 r. do Szwajcarii, gdzie zapoznała się z pracami Międzynarodowego Czerwonego Krzyża, organizacji założonej w 1863 w Genewie. Włączyła się w prace MCK biorąc udział w działaniach podczas wojny francusko-pruskiej lat 1870-1871.
W 1873 roku Clara Barton wróciła do Stanów Zjednoczonych. W 1877 r., w przeddzień wybuchu wojny rosyjsko-tureckiej zaczęła przekonywać społeczeństwo USA do włączenia się w prace MCK, co zaowocowało powołaniem do życia ARC w roku 1881. Była pierwszym prezesem organizacji do 1904 r. W tym też czasie optowała za tym, by rząd USA ratyfikował konwencje genewskie co nastąpiło w 1882 r.
Stojąc na czele ARC uznała, że Czerwony Krzyż winien pomagać nie tylko ofiarom wojen. Przeprowadziła ustawę o pomocy dla ofiar klęsk żywiołowych i wspomogła ofiary powodzi w Johnstown w Pensylwanii w 1889 oraz wielkiego głodu w Rosji i USA w latach 1891 i 1896.
Napisała szereg książek o organizacji Czerwonego Krzyża, a po przejściu na emeryturę założyła Krajową Organizację Pierwszej Pomocy (ang. National First Aid Association of America). W 1974 r. jej dom w Glen Echo został uznany za jej pomnik (ang. Clara Barton National Historic Site).